# Posek
Posek (ebraico פוסק,  po·ˈseq, pl. Poskim, פוסקים) è un termine della  Halakha (legge ebraica) reso come "decisore" — uno studioso giurista che interpreta e decide l'Halakha in casi di legge ove passate autorità sono state inconclusive.
La decisione di un posek è detta psak din o psak halakha ("decisione di legge"; pl. piskei din, piskei halakha) o semplicemente "psak". In ebraico, פסק è la radice che comprende "fermare" o "concludere" — il posek porta a termine il procedimento di dibattito legale. Piskei din sono di solito registrati in volumi chiamati responsa.

## Formulare una decisione (psak din)
Nel formulare una decisione, il posek basa il psak din su un'attenta analisi della rispettiva dottrina giuridica che sottostà ai principi legali religiosi, incluso un minuzioso studio dell'applicazione di tali principi. Il Posek è quindi un profondo esperto di letteratura rabbinica ed è anche un maestro Talmudista.
L'analisi dei principi legali comprende:
1. uno studio iniziale delle rispettive Sugya della Gemara nel Talmud, con commentari;
2. tracciare lo sviluppo di tutto il relativo materiale nei Rishonim (autorità rabbiniche medievali, come Maimonide o Rashi) fino al Arba'ah Turim e Shulkhan Arukh ("Codice di Legge Ebraica");
3. infine, un'attenta analisi delle opere Acharonim (autorità rabbiniche dal 1500 in poi) che discutono dell'Halakha trascritta sullo Shulkhan Arukh.

La decisione stessa — in effetti un'applicazione di questi principi - sarà in armonia con tutti i precedenti giuridici riportati nella letteratura dei responsa, e con la rispettiva legge codificata nell'Halakha con enfasi sullo Shulkhan Arukh.

## Il ruolo del Posek

### Giudaismo ortodosso
Nel Giudaismo ortodosso, i poskim non rimpiazzano una data legge specifica, a meno che si basino su autorità precedenti: il posek solitamente applica la legge a nuove situazioni, ma non cambia l'Halakhah. (Così per esempio, alcune decisioni halakhiche riferentesi all'elettricità quando era cosa nuova, provenivano da decisioni che riguardavano un'altra forma di energia gestita dall'uomo: il "fuoco", ma tale interpretazione veniva successivamente modificata grazie all'uso dei circuiti elettrici). 

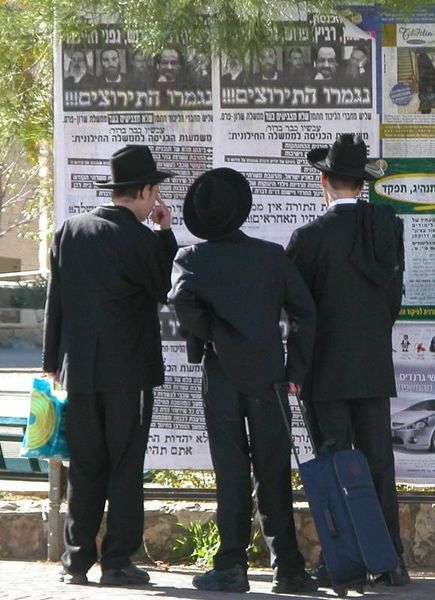
Giovani ebrei haredi a Gerusalemme

I poskim hanno un ruolo integrale per il Giudaismo haredi e ortodosso. Specialmente nel mondo haredi, ogni comunità  considera uno dei suoi poskim come il Posek HaDor ("Posek della generazione presente"). Gli ebrei chassidici usano il proprio Rebbe  o un importante posek da lui raccomandato. Il Giudaismo ortodosso moderno sceglie il posek più su base individuale che comunitaria, sebbene l'usanza a volte varii.

### Ebraismo conservativo
L'Ebraismo conservativo o masoretico (tradizionale) reinterpreta o anche cambia una data legge tramite argomentazione formale. Esistono poskim nel movimento conservativo; inoltre la loro Assemblea Rabbinica mantiene un "Comitato della Legge e degli Standard Ebraici" le cui decisioni sono accettate come autoritarie nell'ambito del movimento stesso.

### Ebraismo riformato e ricostruzionista
Non esistono poskim nell'Ebraismo riformato e Ebraismo ricostruzionista, poiché tali movimenti sottolineano l'autonomia individuale nell'interpretazione della legge biblica e di quella orale. Purtuttavia, dato che questi movimenti considerano la legge ebraica in varie decisioni, responsa sull'Halakhah sono stati scritti da alcuni rabbini riformati, tra i quali Solomon Freehof e Walter Jacob. Collezioni con testo integrale dei responsa riformati sono disponibili sul loro sito Archiviato il 25 dicembre 2008 in Internet Archive..

## Lista di poskim ortodossi e opere principali

### Poskimnon più viventi
- Yehezkel Abramsky (1886–1976)
- Shlomo Zalman Auerbach (1910–1995, Minchat Shlomo)
- Yoseph Chaim of Bagdad (1832–1909, Ben Ish Chai, Rav Pealim)
- Avraham Danzig (1748–1820, Chayei Adam)
- Yechiel Michel Epstein (1829–1907, Aruch ha-Shulchan)
- Moshe Feinstein (1895–1985, Iggerot Moshe)
- Shlomo Ganzfried (1804–1886, Kitzur Shulchan Aruch)
- Avraham Gombiner (c.1633–c.1683, Magen Avraham)
- Chaim Ozer Grodzinski (1863–1940, Achiezer)
- Yisrael Meir Kagan (1838–1933, Mishnah Berurah, Chafetz Chaim)
- Avraham Yeshayahu Karelitz (1878–1953, Chazon Ish)
- Sabbatai ha-Kohen (1621–1662, Shach)
- Chaim Kreiswirth (1918–2001)
- Yechezkel Landau (1713–1793, Noda bi-Yehudah)
- Shneur Zalman di Liadi (1745–1812, Shulchan Aruch ha-Rav)
- Ephraim Oshry (1914–2003)
- Chanoch Dov Padwa (1908–2000, Cheishev Ho'ephod)
- Menachem Mendel Schneersohn (1789–1866, Tzemach Tzedek)
- David HaLevi Segal (1586–1667, Turei Zahav)
- Yoel Sirkis (1561–1640, Bach)
- Moses Sofer (1762–1839, Chasam Sofer)
- Yaakov Chaim Sofer (1870–1939, Kaf ha-Chaim)
- Yonasan Steif, (1877–1958)
- Yoel Teitelbaum (1887–1979, VaYoel Moshe, Divrei Yoel)
- Yehuda Leib Tsirelson (1859-1941)
- Vilna Gaon (1720–1797, Gra)
- Eliezer Waldenberg (1917–2006, Tzitz Eliezer)
- Yechiel Yaakov Weinberg (1878–1966, Seridei Eish)
- Yitzchok Yaakov Weiss (1902–1989, Minchas Yitzchak)
- Ovadia Yosef (1920-2013), Yabbia Omer)

### Poskimviventi
- Meir Brandsdorfer (Kaneh Bosem)
- Dovid Cohen
- Simcha Bunim Cohen, prolifico autore e rabbino predicatore a Lakewood, New Jersey USA
- Mordechai Eliyahu
- Yosef Shalom Eliashiv (n. 1910)
- Dovid Feinstein, rosh yeshiva a Mesivtha Tifereth Gerusalemme
- Fishel Herskowitz
- Menashe Klein, (Menashe Hakoton, Ungvar Rebbe)
- Avigdor Nebenzahl
- Yehoshua Neuwirth (Shemiras Shabbos Kehelichasah)
- Yechezkel Roth
- Moshe Sacks (Matnas Moshe)
- Hershel Schachter, rosh yeshiva del Rabbi Isaac Elchanan Theological Seminary (RIETS)
- Chaim Pinchas Sheinberg
- Osher Weiss (Minchas Osher)
- Moshe Lando (Rabbino di Bnei Brak)
- Mordechai Willig, rosh yeshiva del RIETS
- Shmuel Wosner (Shevet HaLevi)

Per una lista delle opere principali che raccolgono responsa per autore, vedi il progetto Bar Ilan University Responsa sul sito Responsa (EN) .